# 镶蓝旗
镶蓝旗（穆麟德轉寫：kubuhe lamun gūsa），又作“厢蓝旗”，清代八旗之一，以镶红边的蓝色旗帜而得名，旗主為和碩鄭親王。与正红旗、镶白旗、镶红旗、正蓝旗合稱「下五旗」。

镶蓝旗

## 簡介
鑲藍旗分為满洲、蒙古、漢軍三部分。起初鑲藍旗旗主是阿敏。阿敏被皇太極圈禁後，舒爾哈齊之第六子、努爾哈赤之姪，清初「鐵帽子王」鄭親王濟爾哈朗成為新任旗主。雍正年间起，由諸王、貝勒和貝子分統。
清朝末期，鑲藍旗下轄87個整佐領又一個半分領，兵丁兩萬七千人，家眷總人口約13.5萬人。

## 镶蓝旗名人
- 阿敏
- 济尔哈朗
- 安费扬古
- 鄂尔泰
- 刚毅
- 肃顺
- 端华
- 顾太清
- 穆彰阿
- 愉貴妃
- 尚可喜
- 慈禧太后
- 侯寶林